# José Valcázar Crespo
José Valcázar Crespo va ser un militar espanyol que va participar en la Guerra civil.

## Biografia
Militar de carrera, pertanyia a l'arma d'artilleria. Després de l'esclat de la Guerra civil es va mantenir fidel a la República. Per a llavors ostentava el rang de comandant d'artilleria. Durant la contesa va arribar a manar l'artilleria de l'Exèrcit d'Extremadura i, des de desembre de 1938, de l'Exèrcit d'Andalusia. Va arribar a aconseguir la graduació de coronel. Al final de la guerra va ser detingut pels franquistes i condemnat a mort; la pena de mort, no obstant això, seria commutada.